# Paulaner (Orden)

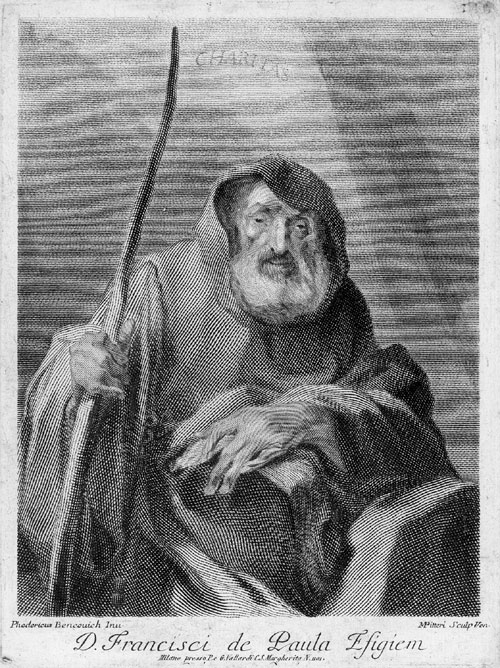
Der hl. Franz von Paola, der Ordensgründer der Paulaner

Der Paulanerorden (Ordo Minimorum – Mindeste Brüder, Minimiten, Paulaner, Ordenskürzel OM oder OMinim) wurde von dem heiligen Franz von Paola gegründet. Die Ordensgemeinschaft besteht aus Ordenspriestern und Ordensbrüdern.
Die Paulaner sind nicht zu verwechseln mit den Paulinern oder den Barnabiten, die man mit Bezug auf den Apostel Paulus auch als Paulaner bezeichnet.

## Geschichte
Die Ordensgemeinschaft der Paulaner entwickelte sich um den eremitisch lebenden Franz von Paola (1416–1507), der viele Gleichgesinnte fand, die mit ihm im italienischen Cosenza ein Kloster gründeten. Franz von Paola war aufgrund eines Versprechens seiner Eltern als Jugendlicher in ein Franziskanerkloster gegeben worden, trat dem Orden aber nicht bei. Er ließ sich später bei einer Grotte in der Nähe seines Heimatortes Paola als Einsiedler nieder, wo sich ihm erste Brüder anschlossen. Die Mitglieder dieser Gemeinschaft nannten sich selbst „die mindersten Brüder“ als Superlativ der Eigenbezeichnung der Franziskaner (der „minderen Brüder“) und lebten nach strengeren franziskanischen Regeln in Askese; von Außenstehenden wurden sie Paulaner genannt.
1474 wurde der Orden von Papst Sixtus IV. approbiert. Die Paulaner verbreiteten sich besonders in Frankreich, Spanien, Italien und Südböhmen. Als Ordenszweig für Frauen entstanden die Minimitinnen oder Paulanerinnen. 1501 wurde ein Zweig für Laien gegründet, der dritte Orden der Minimiten.
In Südböhmen wurden sie vor allem von der Adelsfamilie Rosenberg unterstützt und errichteten dort Anfang des 16. Jahrhunderts das Kloster Kuklov. In Bayern trafen die Paulaner 1627 ein. Einige der Ordensbrüder zogen in das Münchener Kloster Neudeck ob der Au, das bis 1799 bestand. Ihre Haupteinnahmequelle war unter anderem das Bierbrauen. 1660 ist in München ein Kloster mit Braurecht bestätigt, das den Ursprung der Paulaner Brauerei darstellt.
Seit 2006 ist Pater Francesco Marinelli, der Giuseppe Fiorini Morosini nachfolgte, der Generalsuperior des Ordens.

## Klöster
Der Orden hat heute Niederlassungen in Italien, Spanien, Tschechien, den Vereinigten Staaten, Mexiko, Brasilien und Kolumbien. Paulanerinnen gibt es in Italien und Spanien. Das Mutterhaus befindet sich in Paola, in Kalabrien.
Siehe auch Liste der Paulanerklöster.

## Kirchen
- Paulanerkirche